# Shuangta
För andra betydelser, se Shuangta (olika betydelser).
Shuangta är ett stadsdistrikt och säte för stadsfullmäktige i Chaoyang i Liaoning-provinsen i nordöstra Kina.